# Could It Be Magic
"Could It Be Magic" is een nummer gecomponeerd door Barry Manilow, die de inspiratie hiervoor haalde uit Frédéric Chopins Prelude in C minor (op. 28, nr. 20). De tekst van de bekendste versie van het lied is geschreven door Adrienne Anderson.
Het nummer werd oorspronkelijk uitgebracht in 1971 door Featherbed (een groep sessiemuzikanten waaronder Barry Manilow) met teksten geschreven door producent  Tony Orlando. Het werd later opnieuw opgenomen als een Manilow-solotrack op zijn eerste album uit 1973 en, in nieuwe vorm, als single in 1975.
Het nummer is een aantal keer gecoverd. De versies van Donna Summer uit 1976 en Take That uit 1992 werden een grotere hit dan de soloversie van Manilow.

## Versie van Featherbed
Barry Manilow tekende in 1969 een platencontract bij Bell Records en Tony Orlando produceerde een paar nummers die werden uitgebracht onder de naam Featherbed. Dit was een groep bestaande uit sessiemuzikanten waaronder Manilow. Dit ensemble had een klein succes met "Amy" in 1971, een nummer geschreven door Anderson en gezongen door Manilow. 
Manilow schreef "Could It Be Magic" op een avond in zijn appartement in Manhattan. Hij had die middag Chopin op de piano gespeeld en toen kwam de door Chopin geïnspireerde melodie in hem op. Manilows eigen opname begint ook met acht maten van Prelude Op. 28, nr. 20 en eindigt door terug te keren naar de Prelude. 
Manilow stuurde een cassettebandje met een demo naar zijn medewerker Adrienne Anderson en Tony Orlando, destijds vicepresident van Columbia Records, die beiden enthousiast reageerden op het nummer.
Manilow had tot dat moment alleen reclamejingles gecomponeerd of gearrangeerd, en het arrangement van de achtergrondtrack voor "Could It Be Magic" werd aan Orlando overgelaten nadat ze een discussie hadden gehad over het arrangement van het nummer. Orlando produceerde het nummer als een uptempo bubblegum-popsingle.
Deze versie van "Could It Be Magic" werd in 1971 uitgebracht bij Bell Records. Manilow had zo'n hekel aan het Orlando-arrangement in deze versie dat hij in interviews aangaf blij te zijn dat het nummer nergens in de hitlijsten terechtkwam. 

## Soloversies van Barry Manilow
Manilow produceerde samen met Ron Dante een langzamere versie van het nummer. Hoewel het refrein van deze versie vergelijkbaar is met de Featherbed-versie, is de rest van de tekst, geschreven door Adrienne Anderson, compleet anders. De "Sweet Melissa" in de tekst zou verwijzen naar zangeres Melissa Manchester, die begin jaren zeventig Manilows labelgenoot was. 
Het nummer werd uitgebracht op zijn debuutalbum Barry Manilow in 1973, en het diende ook als de B-kant van de single "Cloudburst".
Zes maanden later fuseerde Bell Records samen met alle andere labels die eigendom waren van Columbia Pictures tot Arista Records. De meeste artiesten bij Bell werden tijdens de fusie geschrapt, maar Manilow mocht de overstap naar Arista maken. Vanwege het succes van het tweede album van Manilow, Barry Manilow II, werd besloten dat het debuutalbum van Manilow opnieuw zou worden uitgebracht onder het Arista-label, met de nieuwe titel Barry Manilow I. Manilow en Dante herwerkten in april 1975 vier nummers voor de heruitgave, waaronder een licht gewijzigde versie van "Could It Be Magic". Clive Davis, president van Arista, hoorde het nummer en besloot het als single uit te brengen. Dit was ongebruikelijk aangezien het nummer bijna 7 minuten duurde. Om het nummer radiovriendelijk te maken, werd een radio-edit uitgebracht van iets meer dan 4 minuten. 
De single bleek succesvol en bereikte nummer 6 in de Verenigde Staten en nummer 4 in Canada. Toen het in een aantal Europese landen werd uitgebracht in 1978, bereikte het nummer 18 in Ierland en nummer 25 in het Verenigd Koninkrijk.
Het nummer werd in 1993 in een nieuw jasje gestoken voor het verzamelalbum Greatest Hits: The Platinum Collection . 

## Versie van Donna Summer
Slechts zeven maanden nadat de originele versie van Manilow als single was uitgebracht, nam de Amerikaanse zangeres Donna Summer een discoversie van het nummer op voor haar derde studioalbum, A Love Trilogy. Deze versie is geproduceerd door discoproducent Giorgio Moroder die zijn typerende sequencer-geluid aan de track toevoegde. In de tekst is "sweet Melissa" aangepast in "sweet Peter", een verwijzing naar haar toenmalige vriend.
Hoewel deze versie het in Amerika minder goed deed dan het origineel van Manilow, werd het in Europa een groot succes. Het bereikte de tweede plek in de Nederlandse Top 40, was een grote hit in België (nummer 4 in Wallonië, nummer 5 in Vlaanderen) en haalde ook de top 40 in Oostenrijk, Italië, West-Duitsland en Zuid-Afrika.

### NPO Radio 2 Top 2000
| Nummer met noteringen in de NPO Radio 2 Top 2000 | '99  | '00  | '01  | '02  |
| ------------------------------------------------ | ---- | ---- | ---- | ---- |
| Could It Be Magic                                | 1392 | 1592 | 1755 | 1751 |

1. ↑  Een vetgedrukt getal geeft de hoogste notering aan.
2. ↑  Deze tabel is bijgewerkt tot en met de laatste editie (2024).

## Versie van Take That
De Britse boyband bracht in november 1992 hun coverversie uit. Deze was gebaseerd op de uptempo-versie van Donna Summer/Giorgio Moroder 's up-tempo arrangement van de track. Het nummer werd uitgebracht als zevende single van hun debuutalbum Take That & Party. Op de single zingt Robbie Williams de lead en treden de andere bandleden op als achtergrondzanger.
Het nummer behaalde de derde positie in het Verenigd Koninkrijk en Ierland. In Vlaanderen en Portugal werd de 8e plek behaald. In Nederland kwam het niet verder dan de Tipparade. Op de Eurochart Hot 100 piekte "Could It Be Magic" op nummer negen. 
Take That won voor het nummer hun eerste grote prijs: Beste Britse single bij de Brit Awards van 1993.

## Andere versies
De Franse zanger Alain Chamfort bracht in 1975 een Franstalige versie van het nummer uit getiteld "Le temps qui court". Chamfort's versie werd later gecoverd door boyband Alliage in 1997. Hun versie piekte op nummer 13 in Frankrijk en nummer 32 in Wallonië. Deze versie werd in 2006  gecoverd door Les Enfoirés en bereikte nummer vier in Frankrijk, nummer twee in Wallonië en nummer 19 in Zwitserland. Lissa Lewis maakte een Nederlandstalige versie getiteld "Een sprong in het duister" .  